# Vital Lacerda
Vital Lacerda est un auteur portugais de jeux de société  né en 1967 à Lisbonne. Il est l'auteur d'une dizaine de jeux de société, appartenant à la catégorie des eurogames, avec une thématique forte et des mécanismes complexes.

## Biographie
Vital Lacerda naît en 1967 à Lisbonne, au Portugal. Il obtient un Master en Marketing et Communication et est diplômé en Histoire de l'Art. Il travaille en tant que Directeur artistique dans des agences de communication pendant une quinzaine d'années, avant de devenir graphiste indépendant à partir de 2007. Il commence également dans cette période la conception de jeux de société. Ses jeux de société sont notamment connus pour leur thématique forte, les mécanismes complexes et pour être majoritairement dans la catégorie des jeux de gestion.
L'illustrateur australien Ian O'Toole a illustré à de nombreuses reprises les jeux de Vital Lacerda, qui collabore avec lui depuis plusieurs décennies.
Il est marié et est le père d’une fille et d’un fils, Alexandre, avec qui il a collaboré au développement du jeu Dragon Keepers.

## Ludographie

### Jeux de société

#### Seul auteur
- 2009 : Age of Steam - Extension: Portugal
- 2010 : Vinhos (What's your game ? / Iello)
- 2012 : CO₂ (Giochix.it)
- 2014 : Kanban (Stronghold Games)
- 2015 : The Gallerist (Eagle-Gryphon Games)
- 2016 : Vinhos Édition Deluxe (Eagle-Gryphon Games)
- 2017 : Lisboa (Eagle-Gryphon Games)
- 2018 : CO₂ : Second Chance (Giochix.it)[8]
- 2018 : Escape Plan (Eagle-Gryphon Games)
- 2019 : Railways of the world - Extension: Railways of Portugal (Eagle-Gryphon Games)
- 2020 : On Mars (Eagle-Gryphon Games)
- 2021 : Kanban EV (Eagle-Gryphon Games)
- 2022 : Weather Machine (Eagle-Gryphon Games)
- 2022 : On Mars : Alien invasion (Eagle-Gryphon Games)
- 2023 : Bot Factory (Eagle-Gryphon Games)
- 2024 : Inventions: Evolution of Ideas (Eagle-Gryphon Games)

#### Avec Catarina Lacerda
- 2019 : Dragon Keepers (Knight Works)

#### Avec Julián Pombo
- 2021 : Mercado de Lisboa (Eagle-Gryphon Games)